# Денгоф, Теодор (воевода дерптский)
Теодор Денгоф (? — 1654) — государственный деятель Речи Посполитой, воевода дерптский (1651—1654).

## Биография
Представитель польского дворянского рода Денгофов герба «Вепрь». Сын полковника Отто Денгофа (ок. 1554—1609) и Урсулы фон Берг. Внук полковника коронных войск и старосты дурбенского Германа Денгофа (ум. после 1567), родоначальника ливонского рода Денгофов, пользовавших большим влиянием в Речи Посполитой.
В 1651—1654 годах занимал должность воеводы дерптского.